# Farní sbor Českobratrské církve evangelické v Rovečném
Farní sbor Českobratrské církve evangelické v Rovečném je sborem Českobratrské církve evangelické v Rovečném. Sbor spadá pod brněnský seniorát.
Po vyhlášení Tolerančního patentu se většina obyvatelstva přihlásila k helvétskému vyznání a v roce 1782 byl vystavěn evangelický kostel a škola.
Farářkou sboru je Jana Potočková, kurátorkou sboru Věra Pospíšilová.

## Faráři sboru

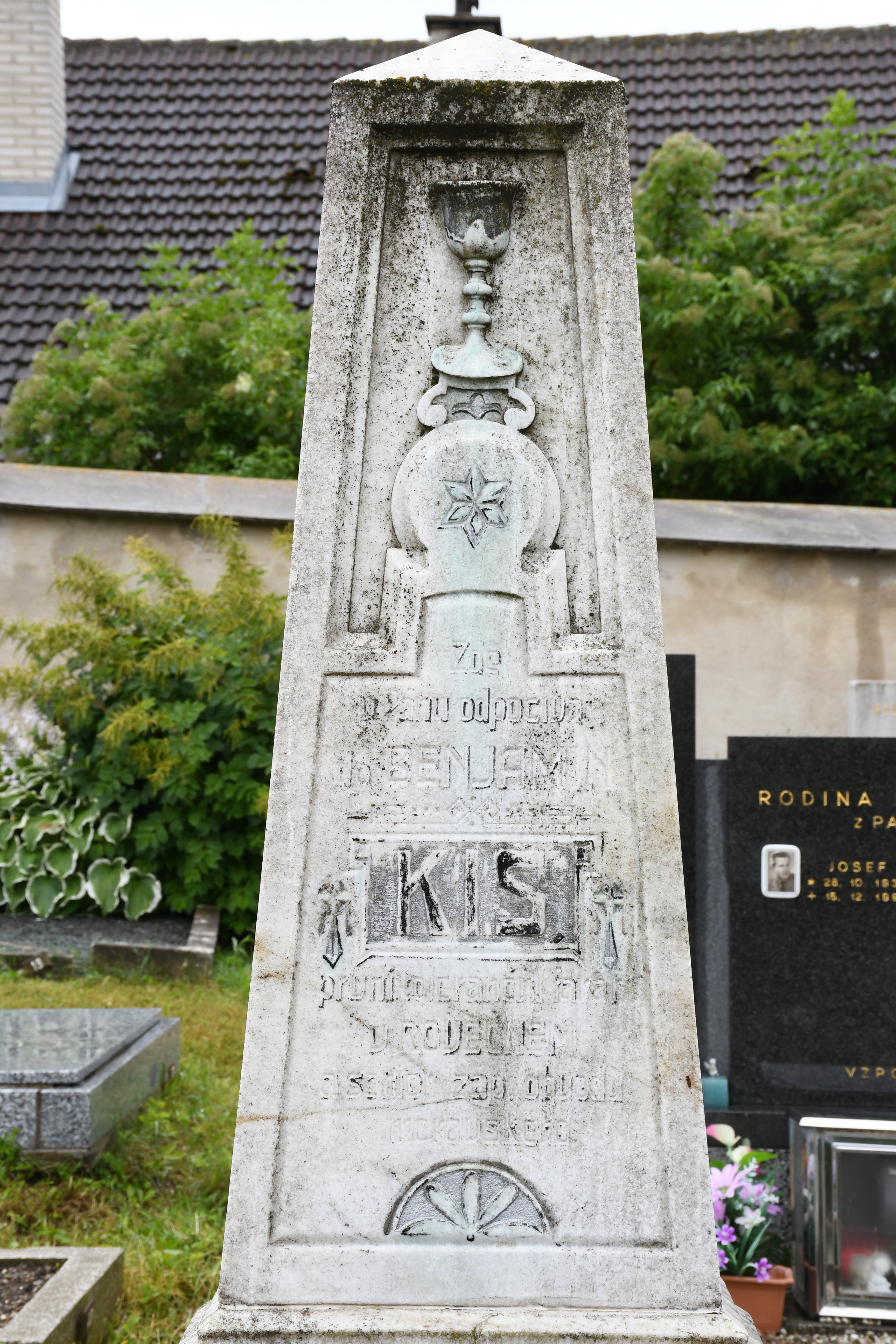
Náhrobek prvního faráře na evangelickém hřbitově v Rovečném

Seznam farářů:
- Benjamin Kiš (1812–1844)
- Benjamin Fleischer (1844–1894)
- František Ilek (1894–1926)
- Jan Amos Pellar (1928–1932)
- Emil Stehlík (1934–1937)
- Vilém Jelínek (1938–1947)
- Jan Amos Pavlinec (1948–1955)
- Josef Průša (1955–1960)
- Bohuslav Černík (1960–1965)
- Mirko Nagy (1965–1979)
- Jiří Širůček (1979–1981)
- Miroslav Erdinger (1981–1991)
- Miroslav Pfann (1992–2005)
- Ondřej Ruml (2005 - 2019)
- Jana Potočková - od r. 2020